# Żurawiczki
Żurawiczki ist eine Ortschaft mit einem Schulzenamt der Gemeinde Zarzecze im Powiat Przeworski der Woiwodschaft Karpatenvorland in Polen.

## Geschichte

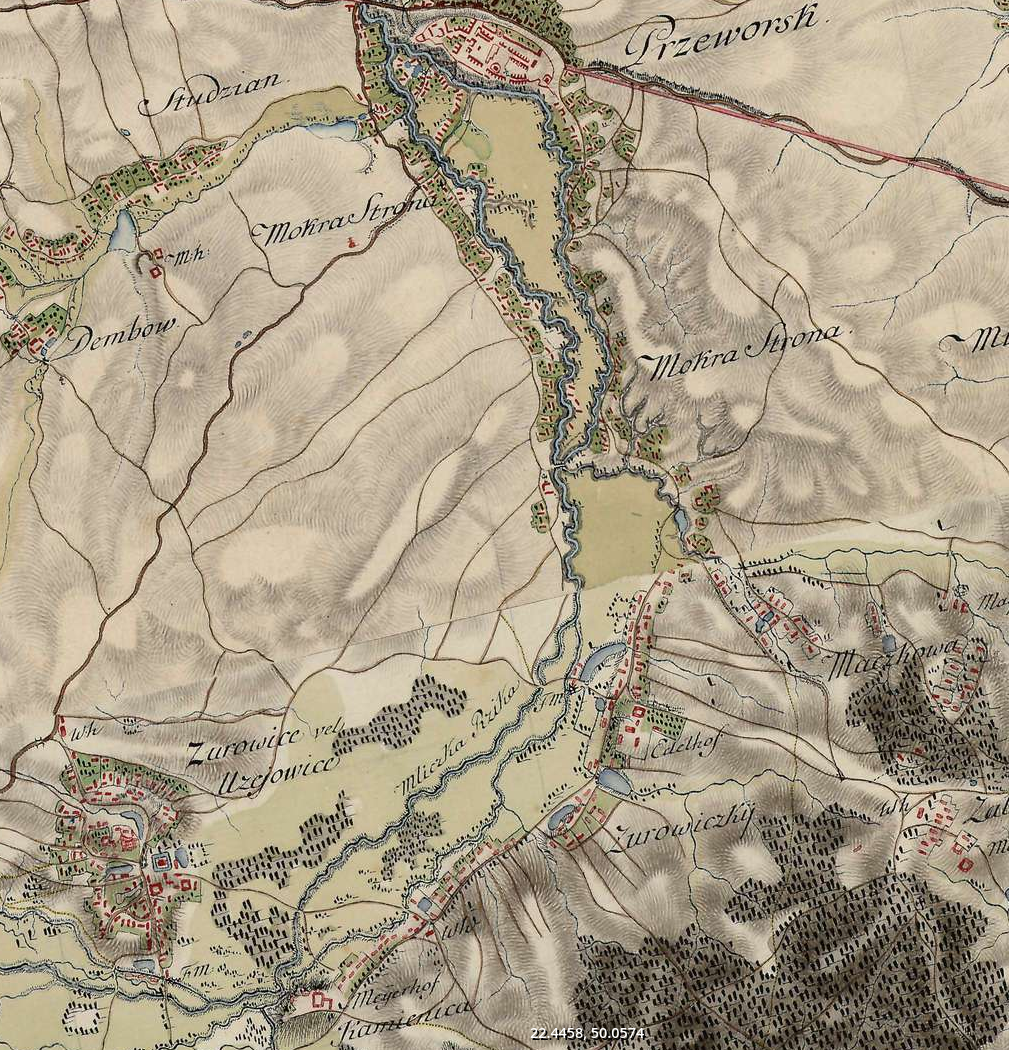
Przeworsk und Dörfer im Süden entlang der Mleczka auf der österreichischen Karte von Friedrich von Mieg (1779–1783)

Das deutschrechtliche Dorf (1445 wurde das Schulzenamt in Zurowicze alias in [Rotundo] Ocrąnlee erwähnt) am rechten Ufer der Mleczka entstand als eine Kolonie bzw. Verlängerung des Rundlinges Urzejowice am linken Ufer, der schon in der Zeit des Fürstentums Galizien bestand und im 15. Jahrhundert Żurowice Okrągłe (rund, kreisförmig) benannt wurde. Die namenkundliche Verwandtschaft beider Orte wurde auch später bestätigt: Auf der Karte von Friedrich von Mieg (1779–1783) hatte Urzejowice den Nebennamen Żurowice, Żurawiczki (eine diminutive und plurale Form des Namens Żurawica), oft wurden dagegen die Adjektive Długi (lang) oder Małe beziehungsweise Minor (kleine) hinzugefügt.
Nach Kurt Lück war das Dorf eine deutsche Siedlung, weil sie einen auffallend starken nord.[ischen] Einschlag hatte. Dies wurde vom polnischen Forscher der Walddeutschen Wojciech Blajer als völlig falsch bezeichnet.
Das Dorf gehörte zunächst zum Königreich Polen, Woiwodschaft Ruthenien, Przemyśler Land.
Bei der Ersten Teilung Polens kam Żurawiczki 1772 zum neuen Königreich Galizien und Lodomerien des habsburgischen Kaiserreichs (ab 1804).
Im späten 19. Jahrhundert wurden Kamienica und Zalesie als Weiler von Żurawiczki Długie bezeichnet.
1918, nach dem Ende des Ersten Weltkriegs und dem Zusammenbruch der k.u.k. Monarchie, kam der Ort zu Polen. Unterbrochen wurde dies nur durch die Besetzung Polens durch die Wehrmacht im Zweiten Weltkrieg.
Von 1975 bis 1998 gehörte Żurawiczki zur Woiwodschaft Przemyśl.